# Kaldbakur (Eyjafjörður)
Der Kaldbakur ist ein vulkanischer Berg im Nordosten von Island. Er befindet sich auf dem Gemeindegebiet von Grýtubakki nördlich des Hauptorts Grenivík.  Der Gipfel ist stets schneebedeckt.

## Geografie
Der Berg Kaldbakur erhebt sich einige Kilometer nördlich des Dorfes Grenivík am Eyjafjörður rund 50 km im Norden von Akureyri und liegt im Westen der Halbinsel Flateyjarskagi. Der Berg erhebt sich direkt vom Meer aus bis zu einer Höhe von 1167 m.

## Geologie
Die Berge, die den Fjord Eyjafjörður umgeben, bestehen aus ca. 6–10 Millionen Jahre alten Flutbasalten und den Resten von zwei Zentralvulkanen, von denen einer der Kaldbakur ist. Sie sind der Ursprung der riesigen Lavafelder.

## Besiedelung der Gegend
Zu den Füßen des Bergs liegt am Fjord das Dorf Grenivík. Látraströnd, der nach Norden zum offenen Nordmeer hinausführende Küstenstreifen auf der Ostseite des Eyjafjörður am Fuße des Berges, war einst bewohnt. Die Einwohner lebten von Landwirtschaft, Jagd und Fischfang. Die Ruinen der Häuser sind teilweise noch zu sehen.

## Wandern am Kaldbakur
Vom Dorf Grenivík werden geführte Touren auf den Berg angeboten, die teils auf Skiern durchgeführt werden.